# Hexatoma (Eriocera) stricklandi pallidibasis
Hexatoma (Eriocera) stricklandi pallidibasis is een ondersoort van de tweevleugelige Hexatoma (Eriocera) stricklandi uit de familie steltmuggen (Limoniidae). De ondersoort komt voor in het Palearctisch gebied.